# Сезон дощів

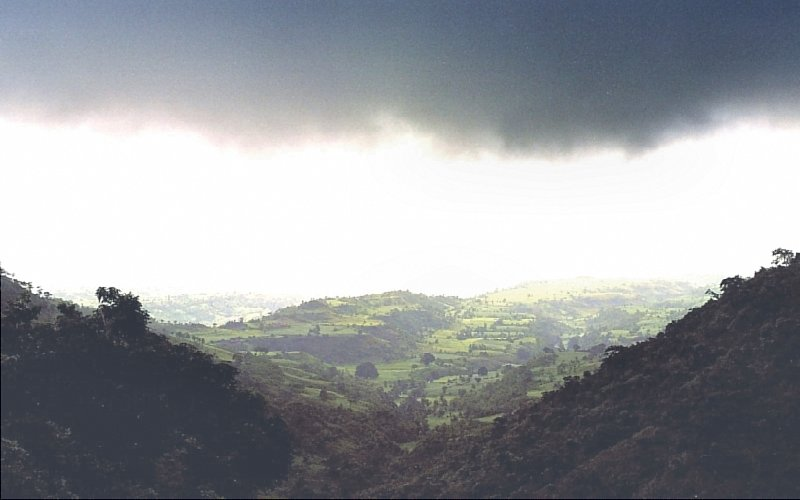
Дощові хмари в Індії

Сезо́н дощі́в (нерідко також сезон мусонів) — пора року, коли випадає непропорційно велика кількість атмосферних опадів у вигляді дощів, зокрема злив.
Сезон дощів буває в тропічних широтах. Пояс дощів (мусонів) переміщується впродовж року, рухаючись за зенітом Сонця між Північним і південним тропіками. Таким чином, поблизу екватора щороку буває два сезони дощів. Що далі від екватора, то меншим є часовий розрив між обома сезонами дощів, поки вони не переходять в один сезон з двома апогеями опадів або все біля тих же тропіків в один безперервний сезон дощів.
Північніше і південніше тропіків сезон дощів буває, зазвичай, один раз на рік. Він стає тим слабший, чим віддаленішою від екватора є географічна широта місцини.
У регіонах з помірним кліматом, тобто ті, що розташовані вище 42-ї широти, дощі розподіляються відносно рівномірно протягом усього року, тоді як інші чинники, зокрема, вітри, висота над рівнем моря, рослинність або урбанізація (зокрема промисловість), здатні впливати істотніше на кількість опадів, ніж суто дія Сонця.

## Традиції
В Азії сезон дощів викликали ритуалом — Королівська оранка.